# Chứng tê liệt khi ngủ

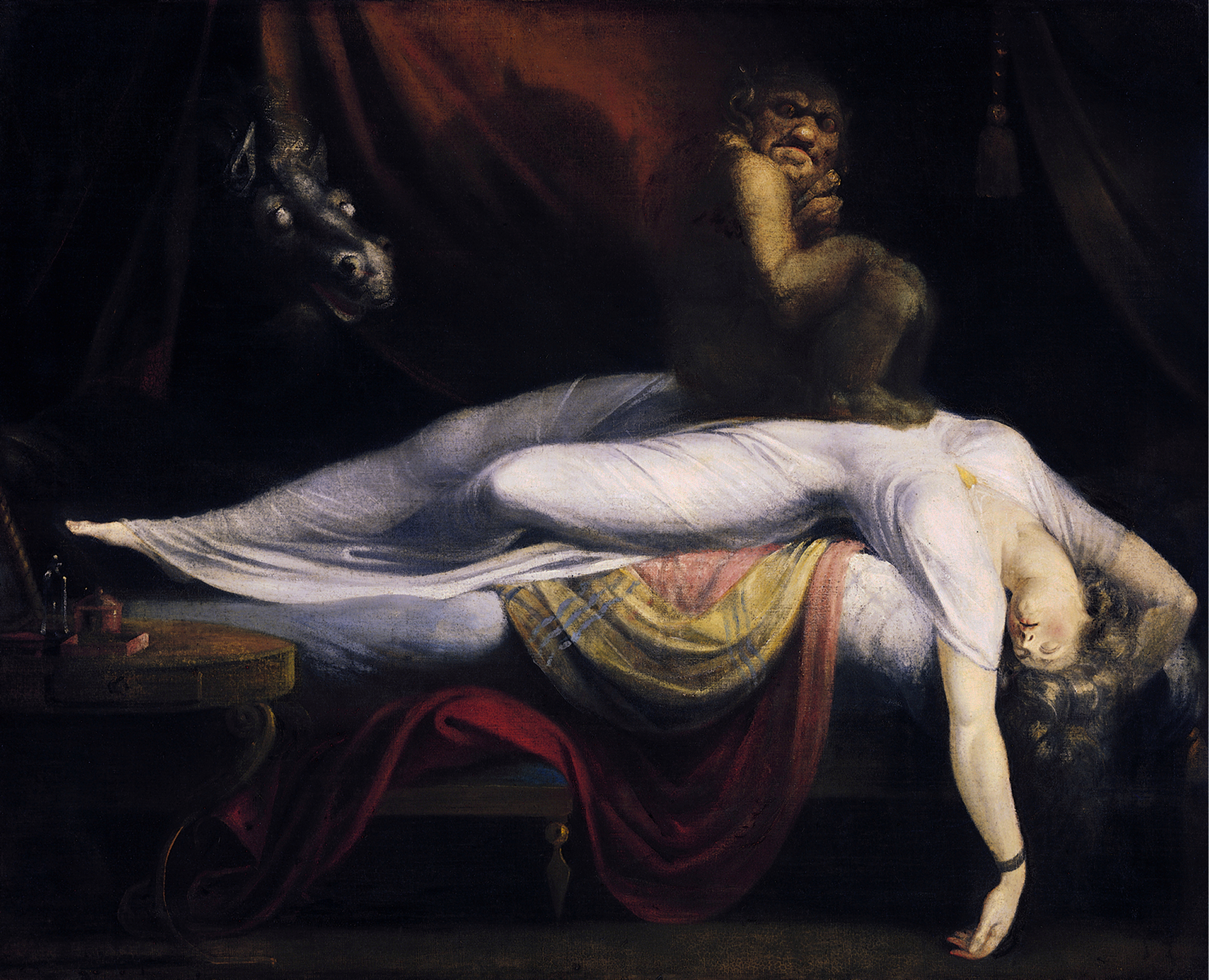
Bức tranh diễn tả lại cảnh bóng đè

Chứng tê liệt khi ngủ, còn gọi là bóng đè, là một hiện tượng rối loạn giấc ngủ không thực tổn (không có tổn thương thực thể), xuất hiện ở người khi ngủ. Bóng đè thường xuất hiện ở những người mới ốm dậy, và bị co xương khớp cơ thể suy nhược, những người hay nghĩ về một vấn đề bế tắc trong nhiều ngày hoặc người khoẻ nhưng một lúc nào đó có điểm yếu đuối về thể xác. Những người hay sử dụng bia, rượu, chất kích thích cũng dễ bị bóng đè hơn. Nhiều người lại cho rằng bóng đè là do ma quỷ ám nên chữa bằng cách cúng bái, làm lễ nhưng đây là cách làm rất sai lầm, mê tín và không có hiệu quả. Hiện tượng bóng đè xảy ra rất phổ biến và có khoảng 40% nhân loại đã từng bị bóng đè ít nhất một lần trong đời.

## Triệu chứng
Chứng tê liệt khi ngủ hay bóng đè có thể bao gồm các triệu chứng sau:
- Không có khả năng di chuyển 2 cánh tay, 2 chân, phần thân và phần đầu khi đang rơi vào giấc ngủ hoặc đang thức dậy
- Không thể nói
- Nhận thức rõ ràng về những gì đang xảy ra
- Các hình ảnh ảo giác[4]

Khi bị bóng đè, một phần não bộ vẫn hoạt động bình thường (trạng thái tỉnh) nhưng hệ thần kinh vận động không hoạt động khiến cho cơ thể không thể cử động được. Người bị bóng đè thường cố gắng thức dậy bằng cách cử động chân tay hay nói nhưng không thể được mặc dù não đã phát đi tín hiệu điều khiển thần kinh vận động. Nhiều người mô tả rằng cơ thể họ như có vật gì rất nặng đè lên ngực mà họ không thể nào đẩy ra được. Khi bị bóng đè khoảng 5% bệnh nhân có ảo giác nhìn thấy những hình ảnh đáng sợ, khó thở, nghe thấy tiếng bước chân hay giọng nói. Một vài người thì lại thấy mình bị đẩy xuống giường, hoặc bị xô ngã. Bóng đè có thể diễn ra trong vài giây nhưng cũng có thể lâu hơn 30 phút. Sau khi kết thúc hiện tượng bóng đè họ sẽ cảm thấy rất mệt, hơi nhức đầu và toàn thân ra mồ hôi. Cũng có khi họ sẽ ngủ thiếp đi và không nhớ họ đã gặp hiện tượng bóng đè hôm qua. Nhưng cũng có thể ngay sau khi tỉnh dậy, họ ngủ thiếp đi và lại bị bóng đè tiếp.
Thực tế có người ghi nhận lại hiện tượng bóng đè và họ khẳng định bóng đè chỉ là một giấc mơ. Theo đó giấc mơ bóng đè tái hiện với những gì con người ghi nhận được trước khi chìm vào giấc ngủ như là nơi nằm ngủ, những vật xung quanh, những người bên cạnh, thời gian ngủ (đêm/ngày - ánh sáng môi trường). Trong giấc mơ con người tin rằng mình đã thức, mắt đã mở và có thể nhìn thấy xung quanh (ít ghi nhận trường hợp nghe thấy), tin rằng mình đã thức nên cơ thể phải bắt đầu chuyển mình để ngồi dậy nhưng thất bại, bộ não không hề gửi tín hiệu điều khiển vận động và lúc này cơn ác mộng bắt đầu, tương tác tiếp theo là cố vận động tay chân trong giấc mơ, tất nhiên hành động này vẫn thất bại, những người có mặt hoặc ở gần trước khi ngủ sẽ được đưa vào giấc mơ để cầu cứu, cảnh tiếp theo sẽ là thấy người bên cạnh và cố gắng gọi nhưng không thể phát ra tiếng, tiếp tục cố gắng ra dấu cho người đó bằng cách cố gây ra tiếng động như là đập mạnh tay chân xuống giường (điều này được giấc mơ hợp thức hóa vì cho rằng cơ thể không cử động được là do bị vật nặng đè phía trên nhưng vẫn có thể nâng tay chân lên một đoạn nhỏ). Khi tất cả hành động đều không được đáp ứng thì trạng thái nguy hiểm được khởi động, như bao cơn ác mộng khác, tim sẽ đập nhanh hơn, mồ hôi toát ra. Tất nhiên, ác mộng sẽ được kết thúc, thường là thức giấc, vì không phân được ranh giới giữa mơ và thật nên nhiều người đã đồng hóa giấc mơ với hiện thực mới dẫn đến hiểu nhầm lúc đó mình đã thức rồi.

## Nguyên nhân
Mặc dù nguyên nhân chính xác của Chứng tê liệt khi ngủ/ Bóng Đè vẫn chưa được hiểu hết, nhưng nghiên cứu gần đây của Đại học Y khoa Harvard đã kết nối một số yếu tố dẫn tới (hoặc liên quan với) tình trạng này:
- Giấc ngủ không đủ
- Lịch trình ngủ bất thường hoặc một lịch trình giấc ngủ thường xuyên thay đổi (thường xảy ra đối với những người làm việc theo ca)
- Ngủ bằng lưng (toàn bộ lưng áp vào giường, gương mặt hướng lên trên)

- Các chứng rối loạn giấc ngủ như chứng ngủ rũ.
- Một số tình trạng tinh thần, chẳng hạn như Rối Loạn Lưỡng Cực, PTSD, hoặc Rối Loạn Lo Âu Hoảng Sợ
- Sử dụng một số loại thuốc, như điều trị Hội Chứng ADHD
- Sử dụng hóa chất
- Sử dụng rượu
- Những sự việc căng thẳng, hoặc trải nghiệm cảm xúc mạnh
- Có thể có một khuynh hướng di truyền dẫn tới.[4]

Không thể không kể đến một số người cho rằng bóng đè có liên quan đến ma ám (ngay chữ "bóng đè" đã nói lên ý này). Có người cho rằng bóng đè là do "con mộc" (khi con chim bị thương đậu lên một cái cây, máu của con chim đó chảy lên cái cây đó, sau này người ta đốn cây này về xẻ gỗ làm giường thì chiếc giường đó có "con mộc"), nói như vậy thì chỉ khi ngủ giường gỗ hay vạc giường bằng gỗ mới bị bóng đè nhưng thực tế thì vẫn ghi nhận trường hợp bóng đè khi ngủ trên giường sắt, nệm, nền gạch...
Bóng đè cũng diễn ra ở trạng thái REM(giấc ngủ chuyển động mắt nhanh) do lúc đó,phổi đang thư giãn,điều này giải thích cho việc người bị bóng đè cảm thấy có một vật nặng đè lên đầu

## Cách điều trị và phòng chống
Hiện nay chưa có biện pháp chữa trị triệt để với bệnh này cho nên cách hạn chế tốt nhất là xây dựng một lối sống lành mạnh, ăn uống điều độ, tham gia các hoạt động giải trí, thể thao. Tránh căng thẳng và tạo thói quen đi ngủ đúng giờ để tránh rối loạn giấc ngủ, khi ngủ phải có tư thế nằm ngủ thoải mái làm cho toàn bộ cơ bắp giãn, đầu không vẹo lệch, quần áo phải rộng rãi, buồng ngủ thoáng khí. Ngoài ra, có thể trau dồi kiến thức để tăng khả năng thích nghi với cuộc sống, giảm đi các áp lực trong công việc.
Trong dân gian Việt Nam có lưu truyền cách trị bóng đè như sau: lấy con dao hay cái rựa để gần đầu giường (để dưới chiếu), những người bị bóng đè liên tiếp nhiều ngày sau khi thực hiện cách này đã không bị bóng đè nữa, về mặt khoa học thì đây là liều thuốc tâm lý, nó tạo cảm giác an tâm hơn cho con người vì vậy sẽ có được giấc ngủ sâu hơn và không bị bóng đè nữa. Nếu thực hiện cách này thì nên báo với người thân/người ngủ chung biết để tránh hiểu lầm và chỉ cần sử dụng một con dao cùn (không có khả năng sát thương) cỡ nhỏ.